# Yvonne Elliman
Yvonne Marianne Elliman, född 29 december 1951 i Honolulu, Hawaii, är en amerikansk sångerska, låtskrivare, musiker och skådespelerska. Hon gjorde rollen som Maria Magdalena på Andrew Lloyd Webbers konceptalbum Jesus Christ Superstar samt i filmen med samma namn. År 1977 fick hon en stor hit med låten If I Can't Have You.

## Biografi

### Bakgrund
Ellimans far har sina rötter i Irland och hennes mor i Japan och Kina. Elliman föddes och växte upp i Honolulu, Hawaii. Hon tog sin examen vid President Theodore Roosevelt High School 1970. Fadern lärde henne spela piano och hon var med i ett band då hon gick i high school. Efter avslutade studier flyttade hon till London, England.

### Jesus Christ Superstar
Ellimans karriär som sångerska började i London år 1969, då hon uppträdde på olika barer och klubbar. Vid den tiden gillade hon inte det hon sjöng, så hon sjöng bara för pengarnas skull. Hon höll på med droger och gillade Jefferson Airplane. Då upptäcktes hon av Tim Rice och Andrew Lloyd Webber, som bad henne sjunga rollen som Maria Magdalena i rockoperan Jesus Christ Superstar. Hon fick rollen, som hon sen kom att spela på scen i fyra år samt i filmen Jesus Christ Superstar från 1973. Filmrollen ledde till att hon tilldelades ett Golden Globe Award i kategorin Best Actress in a Muscial or Comedy. Hennes första hitsingel var en av låtarna från Jesus Christ Superstar, I Don't Know How to Love Him.

### Senare karriär
År 1971 flyttade hon till New York för att medverka i Broadway-uppsättningen av Jesus Christ Superstar. Där träffade hon Bill Oakes, som arbetade med Robert Stigwood. Det dröjde inte länge innan de gifte sig. Elliman ombads sen att sjunga på Eric Claptons cover på Bob Marleys I Shot the Sheriff år 1974. Hon följde med Clapton på turné, och sen fick hon ett skivkontrakt av RSO Records. Hennes första album för bolaget, Rising Sun, blev ingen större succé. Hennes andra album, Love Me, gick bättre och hon fick två hitsinglar. Titelspåret Love Me var en av dem, och den skrevs av Barry och Robin Gibb från The Bee Gees.
Elliman fortsatte sitt samarbete med The Bee Gees då de gjorde musiken till filmen Saturday Night Fever år 1977. Ursprungligen var det tänkt att hon skulle framföra låten How Deep Is Your Love?, som skrevs speciellt för henne, men istället blev det Bee Gees som framförde den. Elliman fick istället framföra låten If I Can't Have You, som blev en stor hit.
År 1977 medverkade hon även på Eric Claptons album Slowhand. Några mindre hits följde år 1979, däribland ledmotivet från filmen Moment by Moment och låten Love Pains. Hon medverkade i ett dubbelavsnitt av TV-serien Hawaii Five-O, där hon framförde låten I Can't Get You Out of my Mind. Singeln Savannah blev också en mindre hit. Kort därefter bestämde hon sig för att ägna sitt liv åt att bilda familj och uppfostra sina två barn.
År 2004 gjorde hon comeback med albumet Simple Needs, där hon skrivit alla låtarna själv. En ny utgåva av albumet släpptes världen över den 12 juni 2007. Elliman uppträder ofta på olika festivaler och välgörenhetsevenemang.

## Diskografi
- 1972 – Yvonne Elliman
- 1973 – Food of Love
- 1975 – Rising Sun
- 1977 – Love Me
- 1978 – Night Flight
- 1979 – Yvonne
- 1977 – If I Can't Have You
- 2004 – Simple Needs